# Titanoceratops
Titanoceratops ("titánská rohatá tvář") byl rod velkého rohatého dinosaura (ceratopsida), žijícího v období pozdní svrchní křídy na území dnešního státu Nové Mexiko v USA. Fosílie tohoto býložravého dinosaura byly objeveny v sedimentech souvrství Fruitland nebo možná Kirtland (stáří 74,8 až 72,8 milionu let). Typový a dosud jediný známý druh T. ouranous byl formálně popsán v roce 2011.

## Historie a zařazení

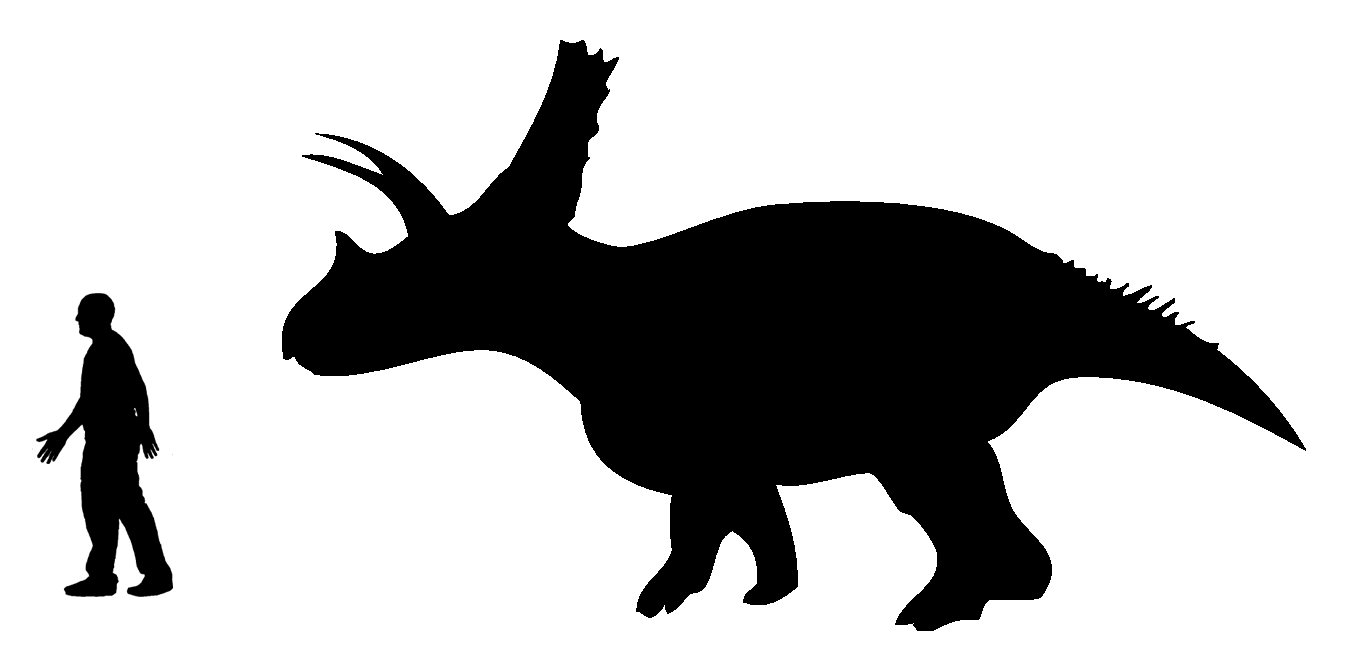
Srovnání velikosti titanoceratopse s člověkem

Původně byl typový exemplář špatně rekonstruován a uváděn jako jedinec druhu Pentaceratops sternbergii. Nová fylogenetická analýza jej řadí do příbuzenstva později žijícího a většího triceratopse. Byl tedy zástupcem tribu Triceratopsini, zřejmě vývojově nejvyspělejších ceratopsidů.

## Rozměry
Titanoceratops dosahoval velkých rozměrů, délky kolem 6,8 metru (ovšem s relativně krátkým ocasem) a hmotnosti kolem 6,5 tuny. Gregory S. Paul odhadl v roce 2016 velikost tohoto dinosaura na 6,5 metru délky a 4500 kg hmotnosti. Podle paleontologa Thomase R. Holtze, Jr. mohl být tento ceratopsid dlouhý dokonce až 9 metrů. Lebka i s límcem dosahovala téměř 40 % délky celého těla tohoto dinosaura.
Titanoceratops měl 1,2 m dlouhou lebku, v kompletním stavu i s enormně velkým a prodlouženým krčním límcem však dosahovala délky 265 cm. Delší lebku už měly pravděpodobně pouze dva dosud známé rody ceratopsidů - Torosaurus (2,77 m) a Eotriceratops (3,0 m).

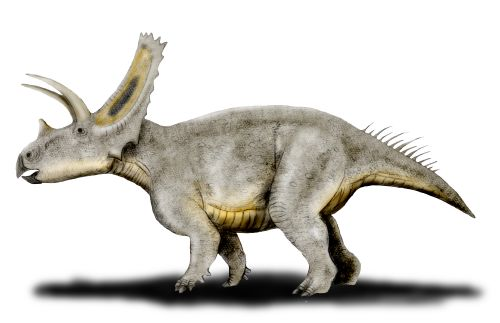
Rekonstrukce vzezření rodu Titanoceratops